# Nemertesia anonyma
Nemertesia anonyma är en nässeldjursart som beskrevs av Ansin Agis, Ramil och Vervoort 200. Nemertesia anonyma ingår i släktet Nemertesia och familjen Plumulariidae. Inga underarter finns listade i Catalogue of Life.